# Lionello Spada
Lionello Spada, detto Scimmia del Caravaggio (Bologna, 1576 – Parma, 17 maggio 1622), è stato un pittore italiano di ambito caravaggesco.

## Biografia

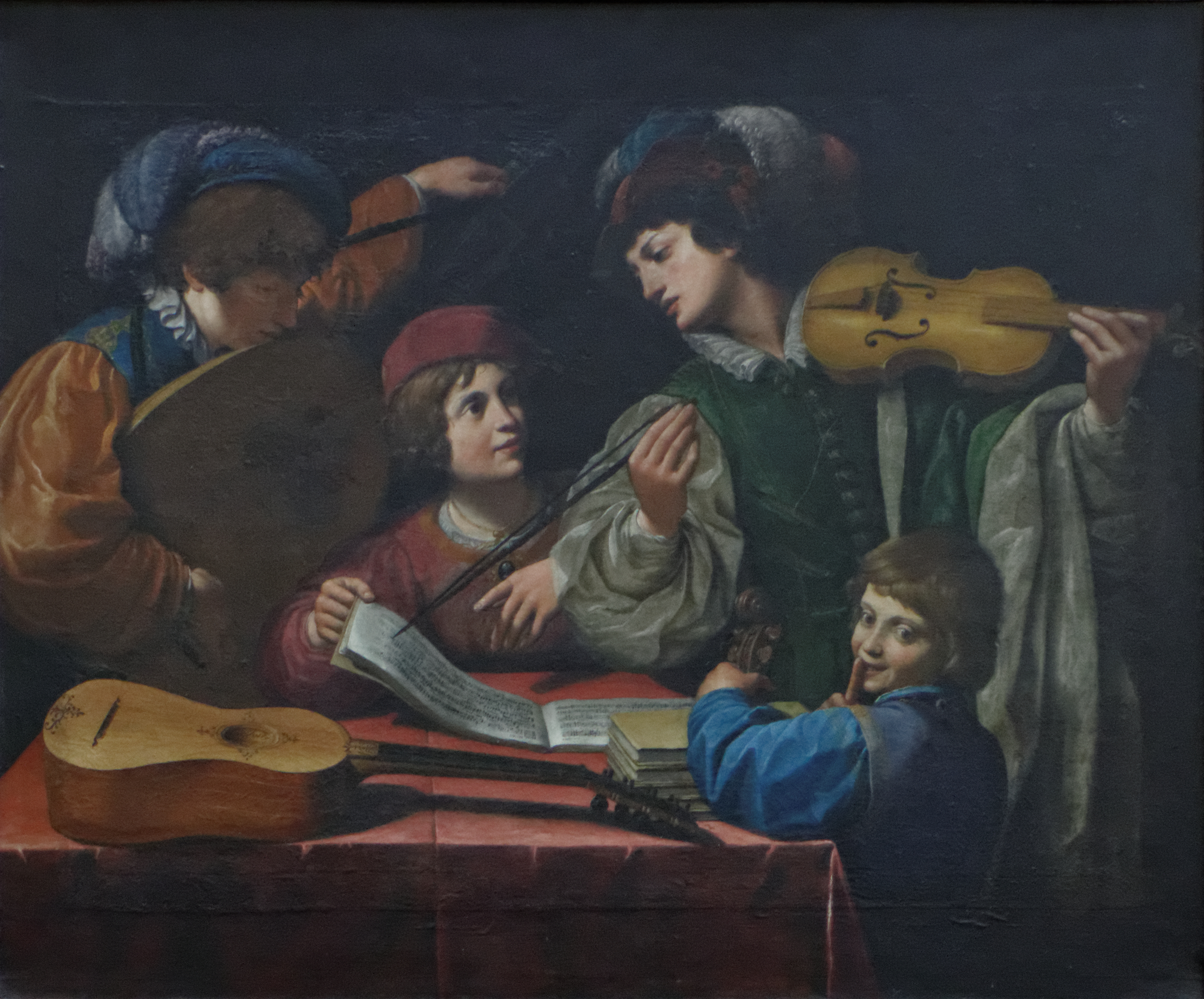
Concerto, 1615

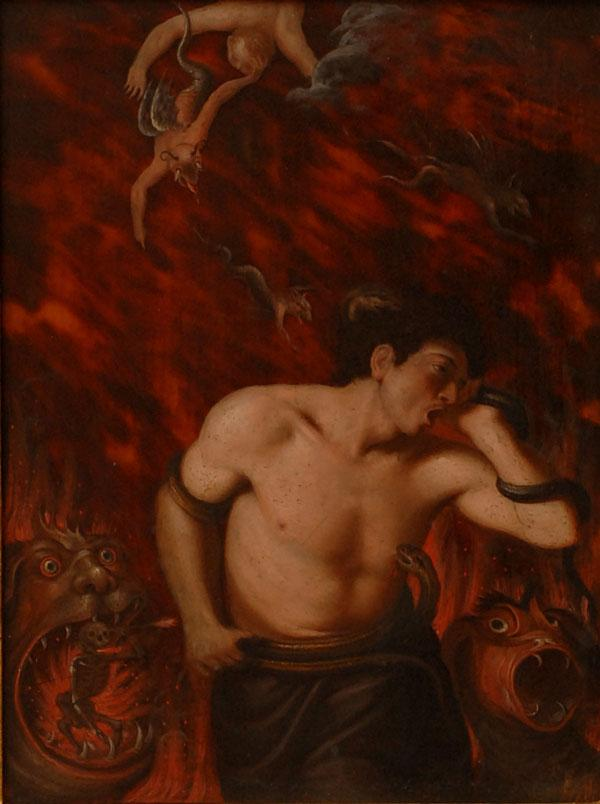
Anima dannata, coll. Museo Sassari Arte

Formatosi alla bottega di Cesare Baglioni, collaborò con il quadraturista Girolamo Curti a decorazioni prospettiche, oggi andate perdute.
Partecipò al concorso per la commissione degli affreschi della Sala del Tesoro nella Santa Casa di Loreto, affidati poi al Roncalli.
Successivamente entrò nell'Accademia degli Incamminati e nel 1607 realizzò l'affresco con la Pesca miracolosa nell'Ospedale di San Procolo a Bologna.
In seguito l'artista si recò a Roma (1609) e poi a Malta, dove fu influenzato dalla pittura caravaggesca. Di questi anni rimane il caravaggesco San Giovanni Evangelista, conservato nella chiesa dei Cappuccini a Roma.
Nel 1612 si dedicò alla decorazione della Chiesa della Santissima Trinità a Pieve di Cento. 
Tornato a Bologna nel 1614, operò a Reggio Emilia nella basilica della Ghiara.
Dal 1617 è a Parma come pittore ufficiale di Ranuccio Farnese, praticando nuovamente temi caravaggeschi come La Buona Ventura, ora alla Galleria Estense di Modena, mentre nell'ultimo periodo della sua vita è maggiormente influenzato dall'opera del Correggio come nel Matrimonio mistico di santa Caterina di Parma del 1621.